# Férfi magasugrás a 2013. évi nyári európai ifjúsági olimpiai fesztiválon
A 2013. évi nyári európai ifjúsági olimpiai fesztiválon az atlétikai versenyszámok közül a férfi magasugrást július 17.-én rendezték Utrechtben.

## Döntő
| H     | Név                   | Nemzet           | 180 | 185 | 189 | 193 | 196 | 199 | 202 | 204 | 206 | 208 | 212 | E    | Mj |
| ----- | --------------------- | ---------------- | --- | --- | --- | --- | --- | --- | --- | --- | --- | --- | --- | ---- | -- |
| Arany | Danil Lysenko         | Oroszország      |     |     | o   | o   | o   | o   | o   | o   | o   | o   | xxx | 2.08 |    |
| Ezüst | Ionut Cristian Manea  | Románia          |     |     | o   | xo  | o   | o   | o   | xo  | xxx |     |     | 2.06 |    |
| Bronz | Titouan Sajous        | Franciaország    |     | o   | xo  | xo  | xo  | xxo | o   | xxx |     |     |     | 2.02 |    |
| 4.    | Martins Sulainis      | Lettország       | o   | o   | o   | xo  | xo  | xo  | x   | xx  |     |     |     | 1.99 |    |
| 5.    | Igor Kopala           | Lengyelország    |     |     | o   | xo  | o   | xxx |     |     |     |     |     | 1.96 |    |
| 6.    | Metin Dogu            | Törökország      |     | o   | o   | xo  | xo  | xxx |     |     |     |     |     | 1.96 |    |
| 6.    | Axel Luxa             | Szlovénia        | o   | xo  | o   | o   | xo  | xxx |     |     |     |     |     | 1.96 |    |
| 8.    | Dovydas Gricius       | Litvánia         |     | o   | o   | o   | xxx |     |     |     |     |     |     | 1.93 |    |
| 9.    | Eduard Fabregas Perez | Spanyolország    |     | o   | o   | xo  | xxx |     |     |     |     |     |     | 1.93 |    |
| 10.   | Kaarel Ernits         | Észtország       | o   | xo  | xo  | xxo | xxx |     |     |     |     |     |     | 1.93 |    |
| 11.   | Ihar Siniak           | Fehéroroszország | o   | o   | o   | xxx |     |     |     |     |     |     |     | 1.89 |    |
| 12.   | Dejan Budinski        | Szerbia          |     | xo  | o   | xxx |     |     |     |     |     |     |     | 1.89 |    |
| 13.   | Sunay Yanushev        | Bulgária         | xo  | xo  | xxx |     |     |     |     |     |     |     |     | 1.85 |    |
| 14.   | Gal Yosef Sinai       | Izrael           | o   | -   | xxx |     |     |     |     |     |     |     |     | 1.80 |    |